# لولو (فلوریدا)
لولو (به انگلیسی: Lulu) یک منطقهٔ مسکونی در ایالات متحده آمریکا است که در شهرستان کلمبیا، فلوریدا قرار دارد. لولو ۴۶٫۹۴ متر بالاتر از سطح دریا واقع شده‌است.